# マーマレードの木
マーマレードの木（マーマレードのき、学名：Streptosolen jamesonii）は、ナス科ストレプトソレン属の常緑低木。
散形花序の花が咲く。花色は黄色からオレンジ色、赤色へと変化する。
本種はコロンビア、エクアドル、ペルーの開けた森で発見された。
枝は細く長く伸びる傾向があり、樹高は1～2mほど。葉身は卵形で葉脈がハッキリとつく。花は漏斗状で3～4cmの長さで5裂して開く。
花期は初夏から秋。
最低気温7℃まで耐えるが、霜が降りるような寒冷地では室内で育てることが望ましい。